# Xadrez na Ásia
A história do xadrez na Ásia é controversa, tendo diferentes países reivindicado a criação do jogo. Atualmente, a versão mais aceita e amplamente difundida é de que surgiu na Índia com o nome de chaturanga, sendo então disseminado para a China, Rússia, Pérsia e Europa onde atingiu as regras atuais. Estudos recentes indicam origem na China do século III a.C. ou na região do Uzbequistão.
Um dos primeiros registros literários surgiu no poema persa Karnamak-i-Artakhshatr-i-Papakan escrito no século VI, e a partir deste ponto sua evolução é melhor documentada sendo amplamente aceita no meio acadêmico. Após a conquista da Pérsia pelos árabes, estes assimilaram o jogo e o difundiram através do ocidente enquanto no oriente o xadrez se expandiu para sua versão chinesa, o Xiangqi, Coreia e Japão (Shogi) no século X. No sudoeste Asiático, o jogo foi introduzido diretamente a partir da Índia também no século X.
As peças mais antigas do jogo foram encontradas no continente Asiático. Estes artefatos, denominados peças de Afrassíabe, foram encontradas na atual região do Uzbequistão e ajudam a documentar a escassa arqueologia do jogo no continente, que ainda carece de mais achados arqueológicas na China e Índia para elucidar por completo as suas origens.

## Origem asiática
| \| Começo de um tabuleiro de xadrez. \| a \| b \| c \| d \| e \| f \| g \| h \| \| \| 8 \| \| \| rr em c8 \| nr em d8 \| er em e8 \| qr em f8 \| kr em g8 \| er em h8 \| 8 \| \| 7 \| nr em a7 \| rr em b7 \| \| pr em d7 \| pr em e7 \| pr em f7 \| pr em g7 \| pr em h7 \| 7 \| \| 6 \| pr em a6 \| pr em b6 \| pr em c6 \| \| \| \| \| \| 6 \| \| 5 \| \| \| \| \| \| \| \| \| 5 \| \| 4 \| \| \| \| \| \| \| \| \| 4 \| \| 3 \| \| \| \| \| \| \| \| \| 3 \| \| 2 \| \| \| \| \| \| \| \| \| 2 \| \| 1 \| pg em a1 \| pg em b1 \| pg em c1 \| pg em d1 \| pg em e1 \| pg em f1 \| pg em g1 \| pg em h1 \| 1 \| \| \| a \| b \| c \| d \| e \| f \| g \| h \| Fim do tabuleiro de xadrez. \| |          |          |          |          |          |          |          |          |                             |
| |          |          |          |          |          |          |          |          |                             |
| Começo de um tabuleiro de xadrez. | a        | b        | c        | d        | e        | f        | g        | h        |                             |
| 8 |          |          | rr em c8 | nr em d8 | er em e8 | qr em f8 | kr em g8 | er em h8 | 8                           |
| 7 | nr em a7 | rr em b7 |          | pr em d7 | pr em e7 | pr em f7 | pr em g7 | pr em h7 | 7                           |
| 6 | pr em a6 | pr em b6 | pr em c6 |          |          |          |          |          | 6                           |
| 5 |          |          |          |          |          |          |          |          | 5                           |
| 4 |          |          |          |          |          |          |          |          | 4                           |
| 3 |          |          |          |          |          |          |          |          | 3                           |
| 2 |          |          |          |          |          |          |          |          | 2                           |
| 1 | pg em a1 | pg em b1 | pg em c1 | pg em d1 | pg em e1 | pg em f1 | pg em g1 | pg em h1 | 1                           |
| | a        | b        | c        | d        | e        | f        | g        | h        | Fim do tabuleiro de xadrez. |

A origem do xadrez é controversa e motivo de debate entre os historiadores do enxadrismo, A análise filológica dos nomes europeus ao xadrez ligam com clareza o jogo a palavra chaturanga que designava as quatro partes do exército indiano - bigas, elefantes, cavalaria e infantaria - desde o século V a.C. Segundo Murray, a análise dos antecessores primitivos deve considerar outros elementos como número de jogadores, o arranjo inicial das peças e os movimentos diferenciados. Antes deste período, a existência de um jogo semelhante ao xadrez, é pura especulação.
Uma teoria iraniana sugere o Chatrangue como antecessor mais antigo, baseado na ausência de evidências arqueológicas indianas anteriores ao século IX enquanto evidências persas já foram encontradas sendo do século VI. Outros pontos abordados pela teoria incluem a literatura indiana anterior,e a influência persa na nomenclatura do jogo, do qual a maioria das palavras tem como raiz a língua pálavi. A presença da figura do elefante como um dos argumentos utilizados para justificar a origem indiana do jogo é refutado segundo o qual os animais não eram exclusividade da Índia, sendo conhecidos desde o período ptolemaico no Egito, e utilizados nos exércitos persas. As literaturas persas indicam a origem do jogo como em um reino a oeste, relatado como Hind que poderia indicar uma província oriental do império persa.
O desenvolvimento do xadrez no extremo oriente - China, Coréia e Japão - é ainda mais intrigante pois as variantes existentes são bastante diferentes da versão indiana sendo difícil acreditar em uma origem em comum. A ancestralidade indiana é suportada parte pelas características do jogo e parte pela influência da Índia na cultura chinesa na religião, cultura e jogos em geral. Entretanto alguns pesquisadores afirmam que o jogo pode ter suas origens no país, durante a dinastia Chou pelo imperador Wu embora as fontes que indicam com certeza a relação com um jogo indiquem o século VIII.

## Expansão pelo continente
Não se sabe ao certo como as variantes do xadrez praticadas na Mongólia, Tibete, Sibéria, Turquestão e a região da Transcaucásia foram desenvolvidas. Existem poucas informações históricas a respeitos das variantes locais e de suas regras e somente a partir do século XIX é que etnologistas começaram a registrar suas observações sobre o jogo. Entretanto, é sabido que as regras europeias estavam estabelecidas há pelo menos 100 anos. No Tibete, a variante do xadrez é denominada chandaraki e foi recebido diretamente da Índia. As regras locais não permitem o Roque e o avanço do peão por duas casas é limitado ao primeiro peão movimentado. As condições de vitória permitem que um final com o rei solitário seja considerada empate. Também é permitido ao jogador consultar os observadores sobre as jogadas durante a partida. Na mongólia, as regras permitem até três movimentos consecutivos no início da partida, desde que previamente acordado entre os jogadores.
As etnias soyot e uryankhs da região da Sibéria praticavam uma variante provavelmente de origem mongol, devido a nomenclatura de peças semelhantes. Uma coleção de peças no museu de Minusinsk evidencia que estas não eram coloridas e a identificação possivelmente feita pela posição no tabuleiro, isto é, representações de figuras ficavam a mesma face voltada para oponente. Os peões eram distinguidos por representações de lebres e gansos, neste caso. Não existem evidências arquelógicas do tabuleiro e as regras exatas não foram registradas. As evidências são vagas para conclusões mas sugerem uma origem em comum a variante da Mongólia que se espalhou pela região antes da conquista russa do território, que modificou o jogo. É considero improvável que o jogo tenha evoluído por conta própria e atingido regras semelhantes às europeias. Segundo Murray, o contato da variante europeia na região se estabeleceu por tempo suficiente para que houvesse mudanças de modo semelhante ao que ocorreu na Índia.